# Leliwa (województwo łódzkie)
Leliwa – wieś w Polsce położona w województwie łódzkim, w powiecie sieradzkim, w gminie Klonowa.
| SIMC    | Nazwa               | Rodzaj    |
| ------- | ------------------- | --------- |
| 0989689 | Bednarze            | część wsi |
| 0704600 | Cieluchy            | część wsi |
| 0704617 | Jędrasy             | część wsi |
| 0704623 | Komorniki Leliwskie | część wsi |
| 0704630 | Olender             | część wsi |
| 0704652 | Stępnie             | część wsi |
| 0704669 | Szale               | część wsi |
| 0704675 | Trzeciaki           | część wsi |

W latach 1975–1998 miejscowość administracyjnie należała do województwa sieradzkiego.